# Lasiopetalum fitzgibbonii
Lasiopetalum fitzgibbonii är en malvaväxtart som beskrevs av Ferdinand von Mueller. Lasiopetalum fitzgibbonii ingår i släktet Lasiopetalum och familjen malvaväxter. Inga underarter finns listade i Catalogue of Life.